# Trachypepla
Trachypepla é um gênero de traça pertencente à família Agonoxenidae.